# Attacco Torre
L'attacco Torre è un'apertura scacchistica che prende il nome dal grande maestro messicano Carlos Torre Repetto. È caratterizzato dalle mosse:
1. d4 Cf6
2. Cf3 e6
3. Ag5

(Codice ECO A46), oppure la variante Tartakower:
1. Cf6
2. Ag5

(Codice ECO D03).

## Descrizione
L'idea del Bianco è quella di riuscire a spingere in e4 approfittando dell'inchiodatura del Cf6. Se il Nero si sviluppa naturalmente con 3…d5 il Bianco imposta un sistema basato su: c2-c3, e2-e3, Af1-d3, Cb1-d2, 0-0, Tf1-e1 cercando di pervenire comunque alla spinta in e4, spinta che rimane il principale e spesso unico piano del primo giocatore, preludio spesso di violenti attacchi contro il re nero.
La posizione apparentemente solida e passiva che si viene a creare per il Bianco non deve trarre in inganno: il Nero deve reagire con prontezza sull'ala di donna. Un gioco passivo finirebbe per agevolare i piani del Bianco che avrebbe così tutto il tempo per sistemare i propri pezzi in maniera ottimale, come una molla pronta a scattare per travolgere la posizione nemica.
| Controllo di autorità | LCCN (EN) sh00007333 · J9U (EN, HE) 987007291701805171 |